# Baldwin (comtat de Chemung)
Baldwin és una població dels Estats Units a l'estat de Nova York. Segons el cens del 2000 tenia 853 habitants.

## Demografia
Segons el cens del 2000, Baldwin tenia 853 habitants, 334 habitatges, i 254 famílies. La densitat de població era de 12,8 habitants/km².
Dels 334 habitatges en un 27,5% hi vivien nens de menys de 18 anys, en un 62,9% hi vivien parelles casades, en un 7,5% dones solteres, i en un 23,7% no eren unitats familiars. En el 20,7% dels habitatges hi vivien persones soles el 7,2% de les quals corresponia a persones de 65 anys o més que vivien soles. El nombre mitjà de persones vivint en cada habitatge era de 2,55 i el nombre mitjà de persones que vivien en cada família era de 2,89.
Per edats la població es repartia de la següent manera: un 23,4% tenia menys de 18 anys, un 6,4% entre 18 i 24, un 29,2% entre 25 i 44, un 28% de 45 a 60 i un 12,9% 65 anys o més.
L'edat mediana era de 40 anys. Per cada 100 dones de 18 o més anys hi havia 97,3 homes.
La renda mediana per habitatge era de 39.219 $ i la renda mediana per família de 42.250 $. Els homes tenien una renda mediana de 31.424 $ mentre que les dones 23.558 $. La renda per capita de la població era de 19.075 $. Entorn del 5,9% de les famílies i el 9,2% de la població estaven per davall del llindar de pobresa.